# جان وارنابی
جان وارنابی (انگلیسی: John Warnaby؛ ‏زادهٔ ۶ نوامبر ۱۹۶۰ – درگذشتهٔ ۱۳ آوریل ۲۰۲۴) بازیگر اهل بریتانیا بود.
از فیلم‌ها یا مجموعه‌های تلویزیونی که وی در آن‌ها نقش داشته‌است، می‌توان به پوآرو، علی جی اینداهوس، ویمبلدون، سخنرانی پادشاه، غراب، سرمایه و بینوایان اشاره نمود.